# IC 1011
IC 1011 је галаксија у сазвјежђу Дјевица која се налази на листи објеката дубоког неба у Индекс каталогу.
Деклинација објекта је + 1° 0' 25" а ректасцензија 14h 28m 4,4s. Привидна величина (магнитуда) објекта IC 1011 износи 13,4 а фотографска магнитуда 14,4. IC 1011 је још познат и под ознакама MCG 0-37-8, CGCG 19-36, ARAK 451, NPM1G +01.0416, IRAS 14255+0113, PGC 51662.